# Gag (dessinateur)
Pour les articles homonymes, voir Gag, André Gagnon et Gagnon.
Gag, de son vrai nom André Gagnon B.A.V., est un auteur québécois de bande dessinée, illustrateur, caricaturiste et blogueur né le 28 juillet 1963 à Montréal au Québec (Canada).
Il est l'un des principaux et plus importants artisans du succès du magazine Safarir des années 1980 et 1990.

## Biographie
André Gagnon, dit Gag, commence ses études à l'école secondaire Antoine-Brossard de Brossard sur la rive-sud de Montréal en 1975 où il fait la rencontre de Pierre Drysdale, qui l'initiera à la bande dessinée en élaborant avec lui plusieurs petites histoires qui seront parfois publiées dans le journal étudiant de leur école : Le p'tit Kébec. Il poursuit ses études en Arts plastiques au CEGEP de Joliette de 1980 à 1983. C'est là qu'il publie ses toutes premières bandes dessinées dans le fanzine Opium, nouvellement créé par Benoît Joly et Martin Laplante. Il va ensuite à Québec en 1983 pour continuer ses études et obtenir un baccalauréat en Arts visuels à l'Université Laval. Avec Marc Forest, Pierre Drysdale, Danny Gagnon, Benoît Joly et Marc Pageau, il est l'un des membres fondateurs de la publication Enfin Bref, , , , un périodique publiant des auteurs de la région de Québec, lancé en 1985 pendant l'exposition Et Vlan ! On s'expose... 15 ans de bande dessinée dans la région de Québec et paraissant pendant 5 numéros aux Éditions À mains nues.
La même année, Gag devient membre de la Société des Créateur(trice)s et Ami(e)s de la Bande Dessinée (ScaBD) et participe à ses activités en tant que membre dans son conseil d'administration pendant plusieurs années. Il devient un joueur actif de sa Ligue d’improvisation en bandes dessinées tout en produisant et animant une émission de radio hebdomadaire sur les ondes de CKRL FM intitulée Tonnerre de Brest. C'est aussi par le biais de la ScaBD qu'il participe à un échange d'auteurs entre le Québec et la Belgique et à la publication de l'album Ville Versa,  résultant de cet échange, en 1990.
Il est de la première équipe de dessinateurs de Québec à collaborer au lancement du magazine Safarir en 1987. Pour ce magazine, il occupe divers postes importants, dont ceux de rédacteur en chef, directeur de la production, directeur artistique adjoint, coordonnateur, scénariste, illustrateur et caricaturiste à temps plein de 1987 à 1995. Il participe en tant que caricaturiste en direct au Ier Festival de la bande dessinée francophone de Québec en avril 1988.
Il s'est ensuite établi à Trois-Rivières comme pigiste dans plusieurs domaines de l'illustration : dessinateur de BD, coloriste, illustrateur et caricaturiste. Il donne aussi à l'occasion des cours de BD. En 1998, il crée le logo du site internet de référence sur la BD québécoise BD Québec, utilisé pendant dix ans. Gag s'est occupé de la coloration de quelques albums BD du dessinateur André-Philippe Côté. Depuis le printemps 2008, il publie un strip mensuel intitulé Gino et Gina dans le magazine de mode Mag 2000. La même année, il signe l'iconographie pour un ouvrage de référence important sur la bande dessinée québécoise intitulé Histoire de la bande dessinée au Québec de l'auteure Mira Falardeau.

## Publications

### Albums
| Albums individuels - L'indésirable, éditions Miels-Québec, Québec, 1997. Scénario : Collectif & Gag (André Gagnon) - Dessin : Gag (André Gagnon) - Alerte rouge/Point de non-retour, éditions Miels-Québec, Québec, 2000. Scénario : Collectif & Gag (André Gagnon) - Dessin : Gag (André Gagnon) - De la noirceur à la lumière, éditions Miels-Québec, Québec, 2000. Scénario : Collectif & Gag (André Gagnon) - Dessin : Gag (André Gagnon) - (ISBN 2980447536) - Oups !, éditions Miels-Québec, Québec, 2000. Scénario : Collectif & Gag (André Gagnon) - Dessin : Gag (André Gagnon) - (ISBN 2894961596) - Victor et Rivière, éditions Trois-Pistoles, Trois-Pistoles, 2002. Scénario et dessin : André-Philippe Côté - Couleurs : Gag (André Gagnon) - (ISBN 2-89583-039-8) - Les Bretons, Éditions Jungle, Europe, 2007. Scénario : Bélom & Gégé - Dessin : Jérôme Mercier & Encrage : Gag (André Gagnon) - Couleurs : Gag (André Gagnon) - (ISBN 9782874424373) | Série Docteur Smog - 1. Psychoses et cie - Docteur Smog à votre écoute, Éditions Jungle, Europe, 2005. Scénario : André-Philippe Côté - Dessin : André-Philippe Côté & Décors : Gag (André Gagnon) - Couleurs : Gag (André Gagnon) - (ISBN 2874420646) - 2. Tous Fous - Le docteur Smog craque !, Éditions Jungle, Europe, 2006. Scénario : André-Philippe Côté - Dessin : André-Philippe Côté & Décors : Gag (André Gagnon) - Couleurs : Gag (André Gagnon) - (ISBN 2874422185) - 3. Le Retour du docteur Smog, éditions La Presse, Montréal, 2012. Scénario : André-Philippe Côté - Dessin : André-Philippe Côté & Décors : Gag (André Gagnon) - Couleurs : Gag (André Gagnon) - (ISBN 9782923681849) Albums collectifs - Et vlan ! on s'expose... Quinze ans de bande dessinée dans la région de Québec — 1971/1985, Société des créateur(trice)s et ami(e)s de la Bande dessinée (ScaBD), Québec, 1985. Scénario et dessin : Collectif - Ville Versa, , Éditions Papyrus, Neuville, 1990. Scénario et dessin : Collectif - (ISBN 2-921121-00-X) |

### Périodiques
Magazines
- Enfin Bref[1], [2], [3], [4], revue de BD québécoises 1985-1986 ;
- Solaris, revue littéraire québécoise de science-fiction et de fantastique, 1986 ;
- Safarir, magazine de l'humour illustré, 1987-1995, 2002-2003 ;
- Zine Zag, 100 % BD, 2003 ;
- Mag 2000, mensuel de mode, 2008-2009.

Journaux
- Le Soleil, quotidien de Québec, 1986-1987.

Fanzines
- Le Bloc, journal étudiant du CEGEP de Joliette, 1980-1981 ;
- Opium, journal du club de caricature et de BD du CEGEP de Joliette 1981-2006 ;
- Nidi-Nilu, journal des étudiants en arts plastiques de l'université Laval 1986-1987 ;
- Arg !, humour macabre 1987.

## Expositions

### Collectives
- 1983 : Exposition des finissants, CEGEP de Joliette, Joliette ;
- 1985 : Et Vlan ! On s'expose... Quinze ans de bande dessinée dans la région de Québec — 1971/1985[11], [12], Galerie d'art La Passerelle, Sainte-Foy et Premier Salon international de la bande dessinée de Montréal ;
- 1987 : Exposition des finissants, Université Laval, Québec ;
- 1991 : Gag[13], Centre de documentation et d'animation en bande dessinée, Québec ;
- 1997 : La mystérieuse BD de Québec (exposition itinérante), Galerie de la bibliothèque Gabrielle-Roy, Galerie du Faubourg (bibliothèque Saint-Jean-Baptiste), Québec ;
- 2008 : Les humoristes, IIIe Festival 1001 Visages de la caricature, Maison de la culture Frontenac, Montréal ;
- 2010 : Caricaturistes en spectacle, Ve Festival 1001 Visages de la caricature, exposant et prestation de caricature en direct, Centre culturel Calixa-Lavallée, Montréal ;
- 2018 : 13e édition, XIIIe Festival 1001 Visages de la caricature, exposant et prestation de caricature en direct, salle de l'église, Val-David[14] ;
- 2019 : 14e édition, XIVe Festival 1001 Visages de la caricature, exposant et prestation de caricature en direct, salle de l'église, Val-David[15] ;
- 2021 : 15e édition, XVe Festival 1001 Visages de la caricature, sexposant et prestation de caricature en direct, salle de l'église, Val-David[16].

## Distinction
- 1984 :  Prix Solaris volet bande dessinée, première mention, scénario en collaboration avec Marie-Claude Chagnon, pour la BD Le joyau d'Erret (restée inédite)[17].